# Galatheascus striatus
Galatheascus striatus är en kräftdjursart som beskrevs av Hilbrand Boschma 1929. Galatheascus striatus ingår i släktet Galatheascus och familjen Peltogastridae. Arten är reproducerande i Sverige. Inga underarter finns listade i Catalogue of Life.